# Hyalodictyon brachyrhinum
Hyalodictyon brachyrhinum är en insektsart som först beskrevs av Walker 1851.  Hyalodictyon brachyrhinum ingår i släktet Hyalodictyon och familjen Dictyopharidae. Inga underarter finns listade i Catalogue of Life.